# Isla Ostrów
La isla Ostrów (en polaco: Wyspa Ostrów) es una isla en el mar Báltico, situada en el delta del río Vístula. La isla es una de las partes del territorio de la ciudad de Gdansk, en Polonia. Más concretamente, es parte del barrio conocido como Mlyniska. Se adjunta a Gdansk el 15 de noviembre de 1902.
La frontera norte de la isla está formada por las aguas del puerto del Canal (Gdansk), mientras que la frontera sur es un brazo del río Vístula, llamado Leniwka.
La isla pertenece a Ostrow Gdanska Stocznia Remontowa, una empresa industrial próspera y al Astillero Gdanska, un grupo de la Stocznia Gdynia.